# Hammana
Hammana (حمانا) est un village libanais situé dans le district de Baabda.

## Géographie
Hammana est situé 26 kilomètres à l'est de Beyrouth, dans le Gouvernorat du Mont-Liban. Le village se trouve à 1 200 mètres d'altitude, il est proche des villes de Dahr Al Baidar (ضهر البيدر), Mdeyrej (مديرج), Khraibe (الخريبة), Khalout (كلوت), Qala'a (قلعة), Falougha (فالوغة), et Btekhnay (بتخني). Zahle est à 25 km et Baalbek à 90 km.
Il y a plusieurs sources d'eau douce, dont Ain al-Nabe, Ain al-Berde et Aien al-Heloue. Aussi, il y a la forêt de Chbaniye au nord.
Les endroits d'importance particulière sont Le Monastère du Bon Pasteur, le palais de Mezher et surtout la cascade de Chaghour.

### Climat
Le village de Hammana possède un climat méditerranéen (Csa dans la classification de Köppen) avec une influence montagnarde du fait de son altitude.
L'amplitude thermique ainsi que les écarts de précipitations sont donc importants entre l'hiver et l'été. Janvier, le mois le plus froid et le plus pluvieux, enregistre une température moyenne de 4,8°C et 118mm de précipitations tandis que juillet et août voient leur température moyenne monter à 23,4°C et leurs précipitations réduites à 0 mm.
Du fait de sa situation dans une cuvette, les reliefs présents au Nord, au Sud et à l'Est du village bloque l'air chaud et humide provenant de la mer ce qui peut engendrer un effet de Foehn. Cet air en prenant de l'altitude se refroidit ce qui entraine la condensation de la vapeur d'eau qu'il contient. Ainsi, il peut se former un léger brouillard ou encore une mer de nuage.
Il n'est pas rare d'y observer d'importantes chutes de neige pendant l'hiver.
Le vent dominant provient de l'Ouest et du Sud-Ouest.
| Mois                                              | jan. | fév. | mars | avril | mai  | juin | jui. | août | sep. | oct. | nov. | déc. | année |
| ------------------------------------------------- | ---- | ---- | ---- | ----- | ---- | ---- | ---- | ---- | ---- | ---- | ---- | ---- | ----- |
| Température minimale moyenne (°C)                 | 0,3  | 0,9  | 3,4  | 6,6   | 10,8 | 15   | 17,7 | 17,9 | 15,6 | 11,9 | 6,3  | 2,5  | 9,1   |
| Température moyenne (°C)                          | 4,8  | 5,9  | 8,9  | 12,6  | 17,1 | 20,9 | 23,3 | 23,4 | 21,1 | 17,1 | 11,3 | 7    | 14,5  |
| Température maximale moyenne (°C)                 | 9,7  | 11   | 14,2 | 17,9  | 22,3 | 26,1 | 28,7 | 29,1 | 26,8 | 22,7 | 17   | 12,2 | 19,8  |
| Nombre de jours avec température maximale ≥ 25 °C | 0    | 0,2  | 1,4  | 5,8   | 10,4 | 17,6 | 17,8 | 17,2 | 19,8 | 10,4 | 2,2  | 0,3  | 103,1 |
| Nombre de jours avec température maximale ≥ 30 °C | 0    | 0    | 0,2  | 1,7   | 4    | 5,5  | 11,3 | 12   | 5,1  | 2,4  | 0    | 0    | 42,2  |
| Nombre de jours avec température maximale ≥ 35 °C | 0    | 0    | 0    | 0     | 0    | 0,5  | 0,5  | 0,8  | 0,4  | 0    | 0    | 0    | 2,2   |
| Ensoleillement (h)                                | 177  | 176  | 236  | 282   | 344  | 363  | 375  | 347  | 297  | 273  | 228  | 192  | 3 293 |
| Précipitations (mm)                               | 118  | 118  | 95   | 53    | 27   | 4    | 0    | 1    | 6    | 29   | 62   | 97   | 610   |
| Nombre de jours avec précipitations               | 9    | 9    | 8    | 5     | 4    | 1    | 0    | 0    | 1    | 4    | 6    | 8    | 55    |
| Humidité relative (%)                             | 77   | 75   | 68   | 62    | 55   | 52   | 54   | 58   | 59   | 59   | 62   | 72   | 67    |

## Culture

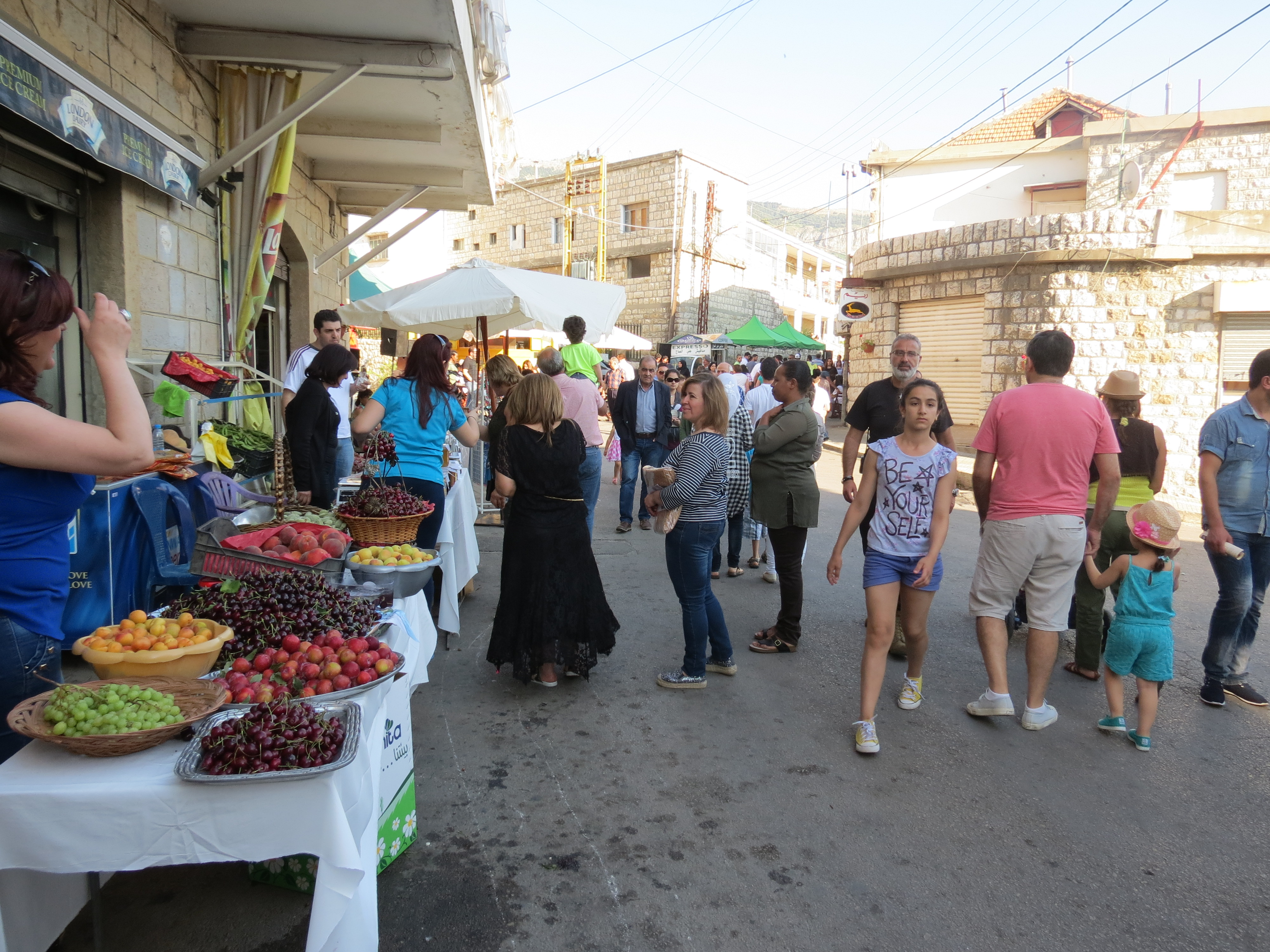
Festival des cerises à Hammana (2016)

Hammana est une ville Chrétienne. Son nom « Hammana » vient peut-être du dieu du soleil phénicien « Hammon ». Ces deux noms sont dérivés du mot « Hama », qui signifie chaleur du soleil.
Hammana est renommé pour ces cerisiers. Les pommiers sont aussi importants, il en existe trois variétés : rouge, doré, et la pomme d'été connue sous le nom de « sans pareil ».
Des légumes comme les haricots sont également reconnus, « les haricots du Hammana ».
Chaque été a lieu un festival des cerises, avec un défilé de voitures décorées avec des cerises.

## Économie
Hammana était jusqu'aux années 1930, un centre important pour la culture de la soie. La production de la soie de raffinage de Hammana a prospéré pendant des siècles, avec des grandes quantités de textile qui était exporté vers la Toscane en Italie premièrement, et après, vers la France.
Il y a six compagnies à Hammana.